# Sean Cranney
Sean Cranney (2 ottobre 1973) è un ex calciatore australiano, di ruolo centrocampista.

## Carriera

### Club
Ha sempre giocato nel campionato di casa.

### Nazionale
Con la maglia della Nazionale ha collezionato solo 3 presenze riuscendo, però, a vincere la Coppa d'Oceania nel 1996.